# Quipile
Quipile – miasto w Kolumbii, w departamencie Cundinamarca.